# Bischofszell
Bischofszell ist eine Kleinstadt und politische Gemeinde im Bezirk Weinfelden des Schweizer Kantons Thurgau. Bei Bischofszell mündet die Sitter in die Thur. Bischofszell hat als Industriestandort eine regionale Zentrumsfunktion.
Bischofszell war bis 2002 eine Einheitsgemeinde und bis 2010 Hauptort des damaligen Bezirks Bischofszell.

## Geographie
Bischofszell liegt an der Mündung der Sitter in die Thur und umfasst die südlich der Sitter auf einer Terrasse gelegene Stadt, Bischofszell-Nord sowie seit 1996 die ehemalige Ortsgemeinde Halden und Teile der ehemaligen Ortsgemeinden Schweizersholz und Gottshaus (Stocken).

## Geschichte
Bischoffescella wurde 1155 erstmals urkundlich erwähnt. Davor zeugen allein Funde aus der Bronze-, alemannischen und römischen Zeit. Der Konstanzer Bischof Salomo I. aus dem 9. Jahrhundert wird als Gründer des Chorherrenstifts St. Pelagius angenommen. Dazu gehörten der Hof mit Fronhof, Stift, Kirche und Burg; im Hochmittelalter kamen Freihöfe dazu. Bischofszell war ab 1269 bischöflich-konstanzerische Stadt mit Pfarrei, Marktsiedlung und eigenem Mass, dem Bischofszeller Mass, und war wegen seiner Lage an der Grenze zum Gebiet der Fürstabtei St. Gallen und seiner Flussübergänge von Bedeutung. 1273 wurde der Ort von den Herren von Montfort erobert und niedergebrannt. Ab 1276 wohnte der bischöfliche Obervogt in der Burg. Das Stadtsiegel von 1338 mit einem behandschuhten Arm und Bischofsstab und das Stadtrecht von 1350 deuten auf eine eigenständige Stadtverwaltung hin, die aus erkauften Rechten des Bischofs erworben wurde. Ab 1360 ist die Vorstadt mit Gewerbebauten belegt, die um 1405 aus militärischen Gründen abgerissen und erst 1437 von einer Mauer umgeben neu aufgebaut wurde. Der Obervogt leitete den zwölfgliedrigen Stadtrat und das Hochgericht, das von 1485 bis 1798 zur Stadt gehörte. 
Nach der Einführung der Reformation von 1529, die vorwiegend von dem Konstanzer Reformator Ambrosius Blarer durchgeführt wurde, gab es eine evangelische Mehrheit in der Stadt. Auf Druck des reformierten Zürich kam der Obervogt ab 1587 aus der Eidgenossenschaft, auch wenn der Fürstbischof bis 1798 formal noch Stadtherr blieb. 1530 wurde eine evangelische Schule eingerichtet, eine katholische Stadtschule dagegen konnte erst 1660 eröffnet werden. Bereits 1535 wurde die katholische Messe wieder zugelassen, und die Hauptkirche wurde bis 1968 von Katholiken und Reformierten benutzt. 1536 und 1563 wurden die Pfarrpfründe aufgeteilt, und ab 1728 wurden alle städtischen Ämter paritätisch mit Personen beider Konfessionen besetzt. Nach einem Stadtbrand von 1419 wurde die Burg renoviert, aber erst im 17. und 18. Jahrhundert als Schloss umgebaut und 1798 vom neu gegründeten Kanton Thurgau übernommen, jedoch 1811 bereits wieder veräussert. 1843 wurde der Bergfried abgetragen, und 1930 kam das Schloss in den Besitz der Gemeinde. Die Vorstadt fing noch bis ins 18. Jahrhundert das ganze Bevölkerungswachstum auf; nur der Friedhof wurde bereits 1545 nach der Reformation vor der Stadtmauer neu angelegt. 1743 fielen das Rathaus von 1629 und weitere 70 Häuser einem Stadtbrand zum Opfer. Im Zentrum liess Johann Caspar Bagnato 1747 bis 1750 das Rathaus neu erbauen; es wurde 1977 bis 1980 renoviert. 1834 konnte eine Sekundarschule den Unterricht aufnehmen, und 1870 vereinigten sich die konfessionellen Schulgemeinden. Seit dem 19. Jahrhundert hat Bischofszell als Industriestandort und Bezirkshauptort regionale Zentrumsfunktion, liegt aber im 20. Jahrhundert etwas abseits der grossen Verkehrswege.

### Eingemeindungen
1996 wurden die Ortsgemeinden Halden und Schweizersholz (ohne die Weiler und Höfe Last, Schluuch, Roore, Störehuus und Alt Weingarten) von der Munizipalgemeinde Neukirch an der Thur abgetrennt und mit der Einheitsgemeinde Bischofszell vereinigt.
Ebenfalls 1996 wurde der Ortsteil Stocken/Breite der früheren Ortsgemeinde Gottshaus der Einheitsgemeinde Bischofszell zugeteilt.

## Wappen und Flagge
Blasonierung: In Rot ein von gelbem Arm gehaltener gelber Bischofsstab.
Beim Wappen Bischofszells handelt es sich um das alte Stadtwappen, das im Wesentlichen so aussieht wie auf einer Wappenscheibe aus dem Jahr 1517. 1926 wurde nach einer jahrelangen Kontroverse festgelegt, dass das Bischofszeller Stadtwappen einen von einer Hand gehaltenen Bischofsstab zeige. 1994 wurde das Wappen neu gezeichnet.

## Bevölkerung
| Hier fehlt eine Grafik, die leider im Moment aus technischen Gründen nicht angezeigt werden kann. Wir arbeiten daran! |

| Jahr      | 1634    | 1773    | 1831 | 1850 | 1880 | 1900 | 1910 |
| Einwohner | ca. 550 | ca. 950 | 923  | 1303 | 2114 | 2618 | 3192 |

| Jahr      | 1950 | 1980 | 1990 | 2000 A | 2010 | 2018 | 2023 |
| Einwohner | 3567 | 3990 | 4563 | 5421   | 5462 | 5985 | 6255 |

Von den insgesamt 6255 Einwohnern der Gemeinde Bischofszell am 31. Dezember 2023 waren 1698 bzw. 27,1 % ausländische Staatsbürger. 1585 (25,3 %) waren evangelisch-reformiert und 1982 (31,7 %) römisch-katholisch.
Die Ortschaft Bischofszell zählte im selben Zeitpunkt 5700 Einwohner. Davon gehörten 148 (z. B. Blidegg, Leutswil) zur Gemeinde Zihlschlacht-Sitterdorf und 113 (u. a. Eberswil) zur Gemeinde Hauptwil-Gottshaus.

## Wirtschaft
Im Jahr 2016 bot Bischofszell 2718 Personen Arbeit (umgerechnet auf Vollzeitstellen). Davon waren 2,4 % in der Land- und Forstwirtschaft, 56,0 % in Industrie, Gewerbe und Bau sowie 41,6 % im Dienstleistungssektor tätig. Etwa 1000 Menschen sind bei Bischofszell Nahrungsmittel beschäftigt.
Die 1999 gegründete Landi Bischofszell AG wurde 2016 von der Landi Oberthurgau AG aus Roggwil übernommen.

## Sehenswürdigkeiten

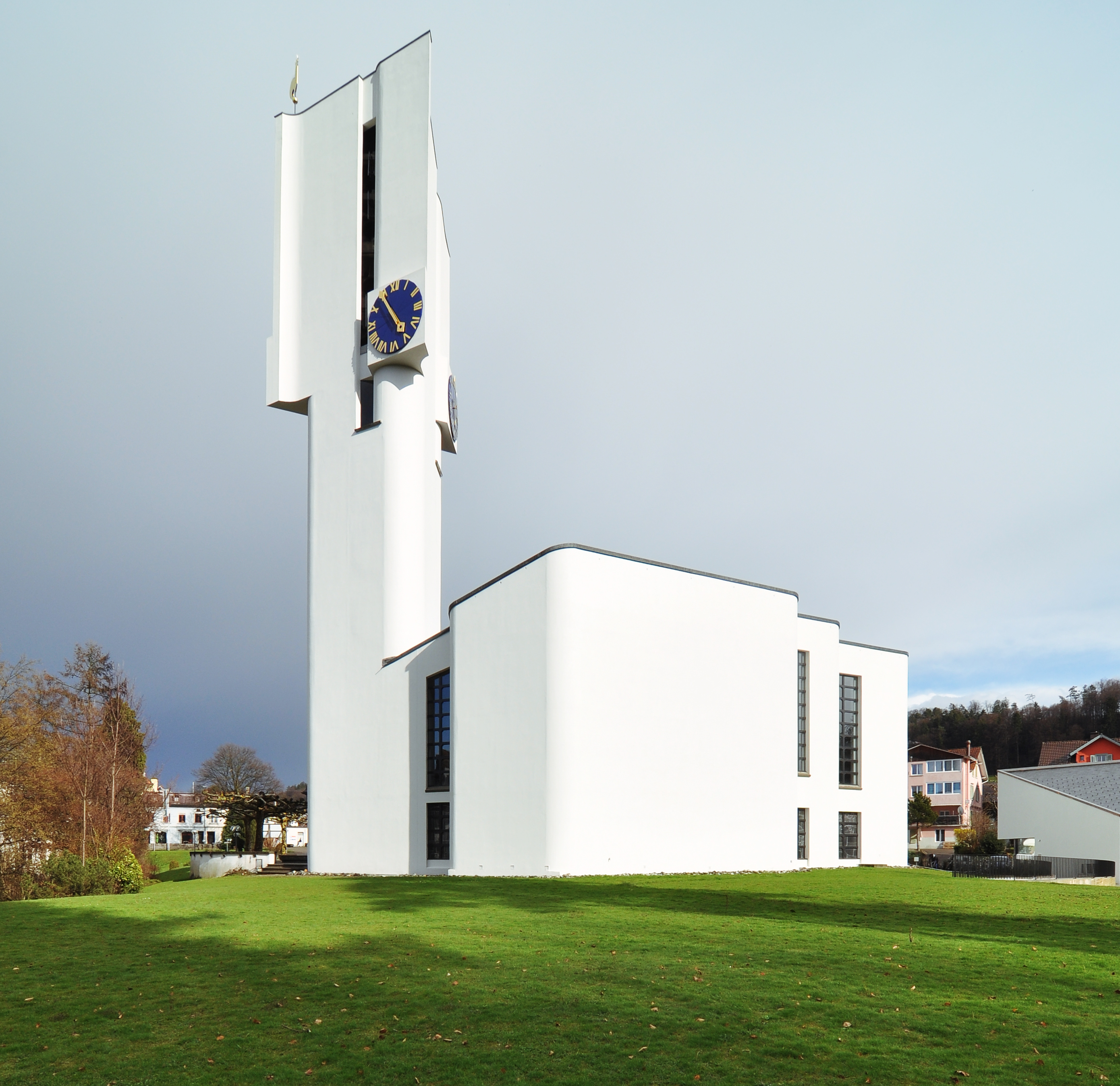
Evangelische Johanneskirche

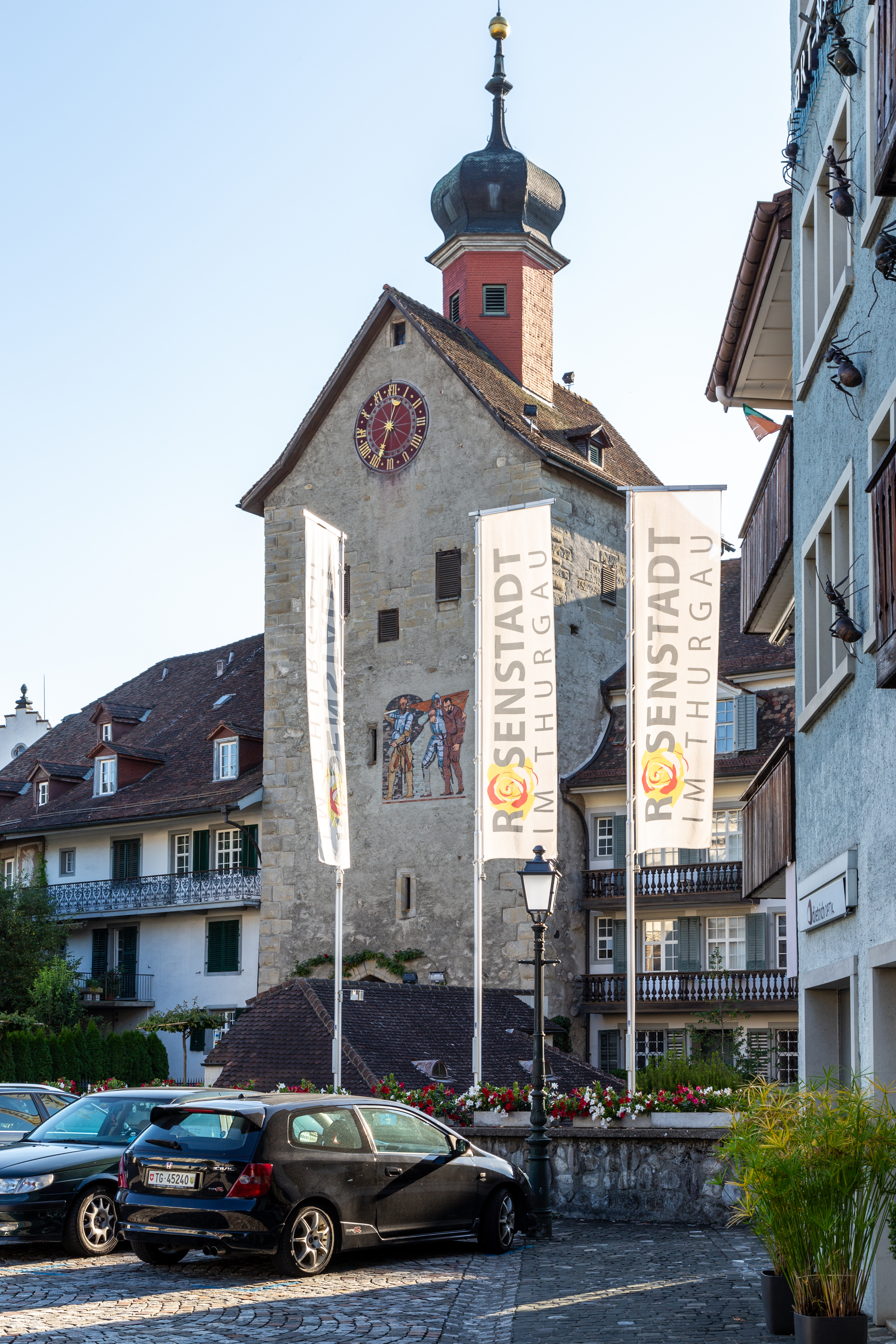
Zeitglockenturm in der Rosenstadt

Die Stadt Bischofszell ist im Inventar der schützenswerten Ortsbilder der Schweiz aufgeführt.

### Kirchen und Kapellen
- Die katholische Pfarrkirche St. Pelagius wurde ursprünglich als Kollegiatkirche des Chorherrenstiftes von Konstanz erbaut. Der Chor, die dreischiffige Basilika und die Allerheiligen-Kapelle stammen aus dem 14. Jahrhundert. Der Turm und das neu erbaute Schiff stammen aus dem 15. Jahrhundert. Die Sakristei wurde zwischen 1708 und 1709 an der östlichen Stirnfront des Chores angebaut. Der Chor wurde um 1770 barockisiert. Im Innern finden sich Fragmente spätgotischer Ausmalungen. Der frühbarocke Hochaltar entstand zwischen 1639 und 1640.
- Die Michaelskapelle steht frei nördlich der katholischen Kirche. Sie wurde Anfang des 15. Jahrhunderts erbaut. Im Innern ist sie spätgotisch ausgemalt, das Michaelsbild stammt aus dem Jahr 1731.
- Die evangelische Johanneskirche wurde erst 1968/69 errichtet, nach den Plänen des Architekten Benedikt Huber.

### Schlösser und Bürgerhäuser
- Das Rathaus wurde zwischen 1747 und 1750 von Johann Caspar Bagnato errichtet (Marktgasse 11).
- Das Schloss Bischofszell war ursprünglich die Bischöfliche Burg. Der Unterbau des Wohnhauses stammt aus dem 13. Jahrhundert, der Oberbau wurde nach dem Stadtbrand von 1419 errichtet. Der östliche Anbau stammt von 1813.
- Der Bürklersche Freihof befindet sich in der Kirchgasse (Nummer 35).
- Der Helmsdorfische Freihof befindet sich am Hofplatz (Nummer 27).
- Der Blarerhof befindet sich in der Schottengasse (Nummer 12).
- Der Grüne oder von Anwilische Hof befindet sich in der Kirchgasse (Nummer 25).
- Das Doppelhaus zum Rosenstock und zum Weinstock befindet sich am Marktplatz (Nummer 7 und 9). Im Innern ist es mit Wessobrunner Stuckaturen geschmückt.

### Türme und Brücken
- Der Bogenturm war einst das östliche Aussenwerk, das nach der Befestigung der Vorstadt 1437 errichtet wurde.
- Die achtjochige Thurbrücke von 1487 führt wegen der natürlichen Felsfundamente in einer krummen Linie über den Fluss (deshalb auch «Krumme Brücke») und gehört zu den bedeutendsten spätmittelalterlichen Brückenbauten der Schweiz.

### Museen
- Das Typorama ist ein typographisches Museum, mit Handsetzerei, Setz- und Druckmaschinen aus dem 19. und 20. Jahrhundert, in dem das traditionelle Fachwissen mit Bleisatz und Buchdruck bewahrt und gefördert werden soll.
- Das Radiomuseum Seger[14] ermöglicht eine Zeitreise durch über 100 Jahre Geschichte rund um Ton und Bild. Es ist aus einem ehemaligen Radio-/TV-Fachgeschäft hervorgegangen und wurde durch den Betreiber eigenhändig erbaut.

### Bilder

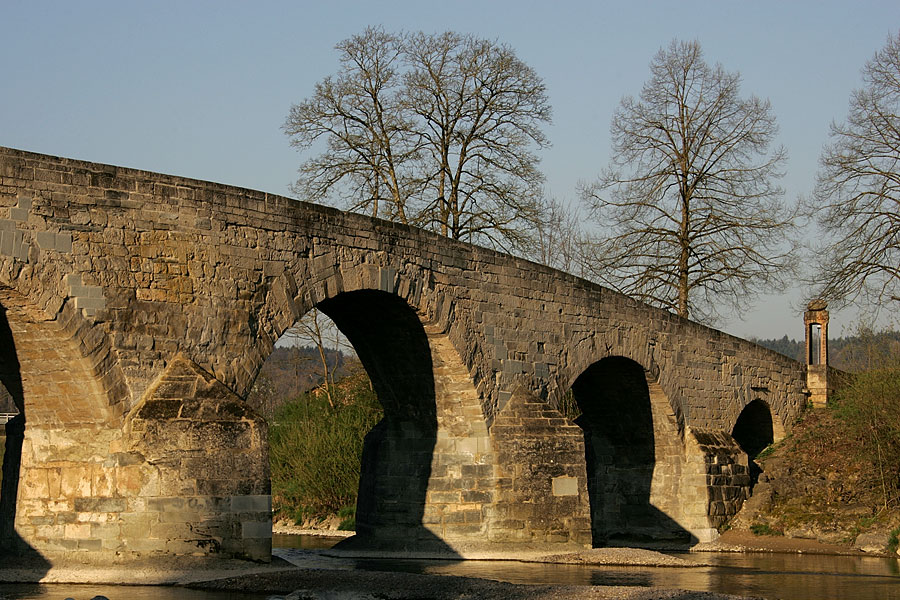
Historische Brücke über die Thur
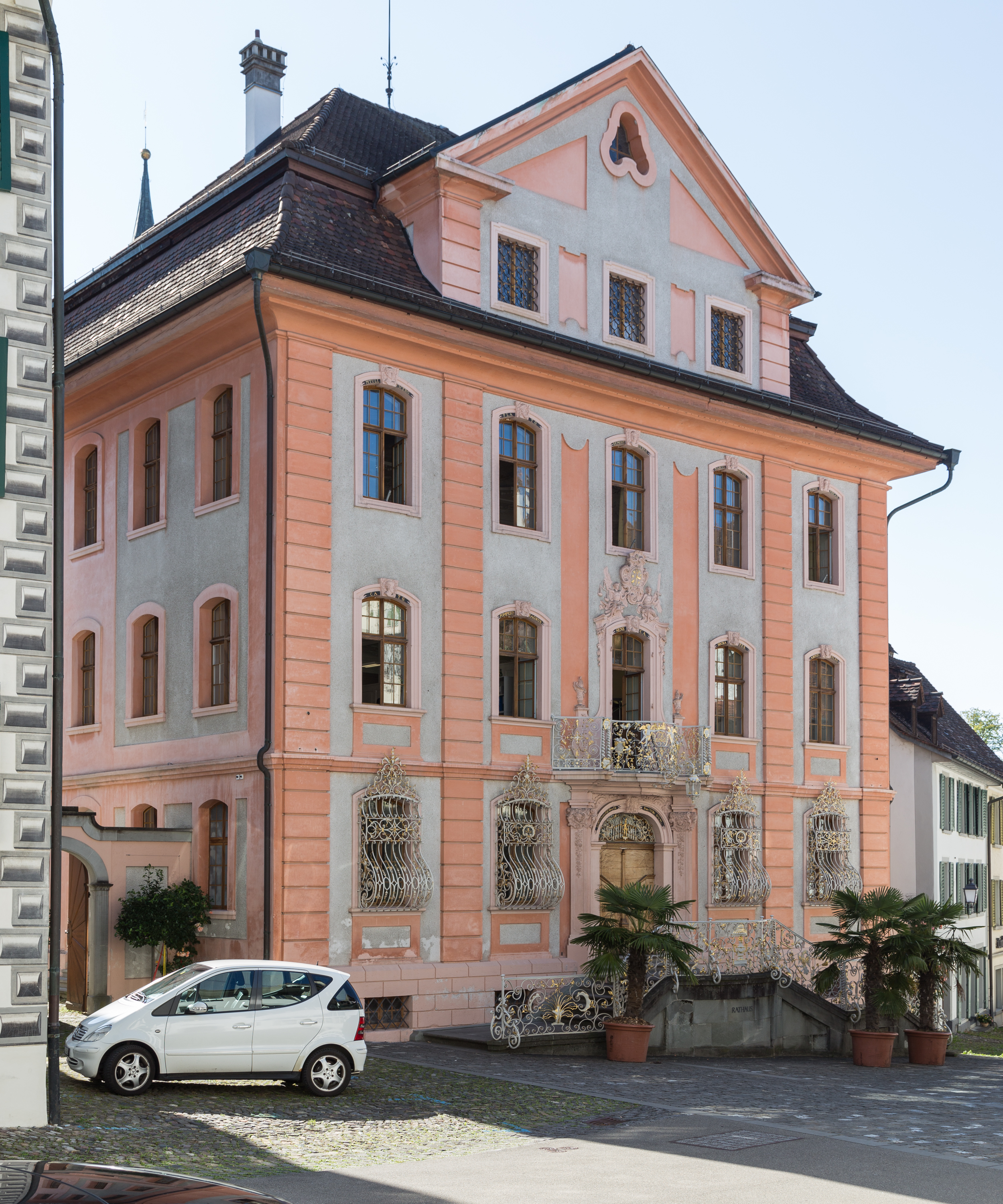
Rathaus Bischofszell
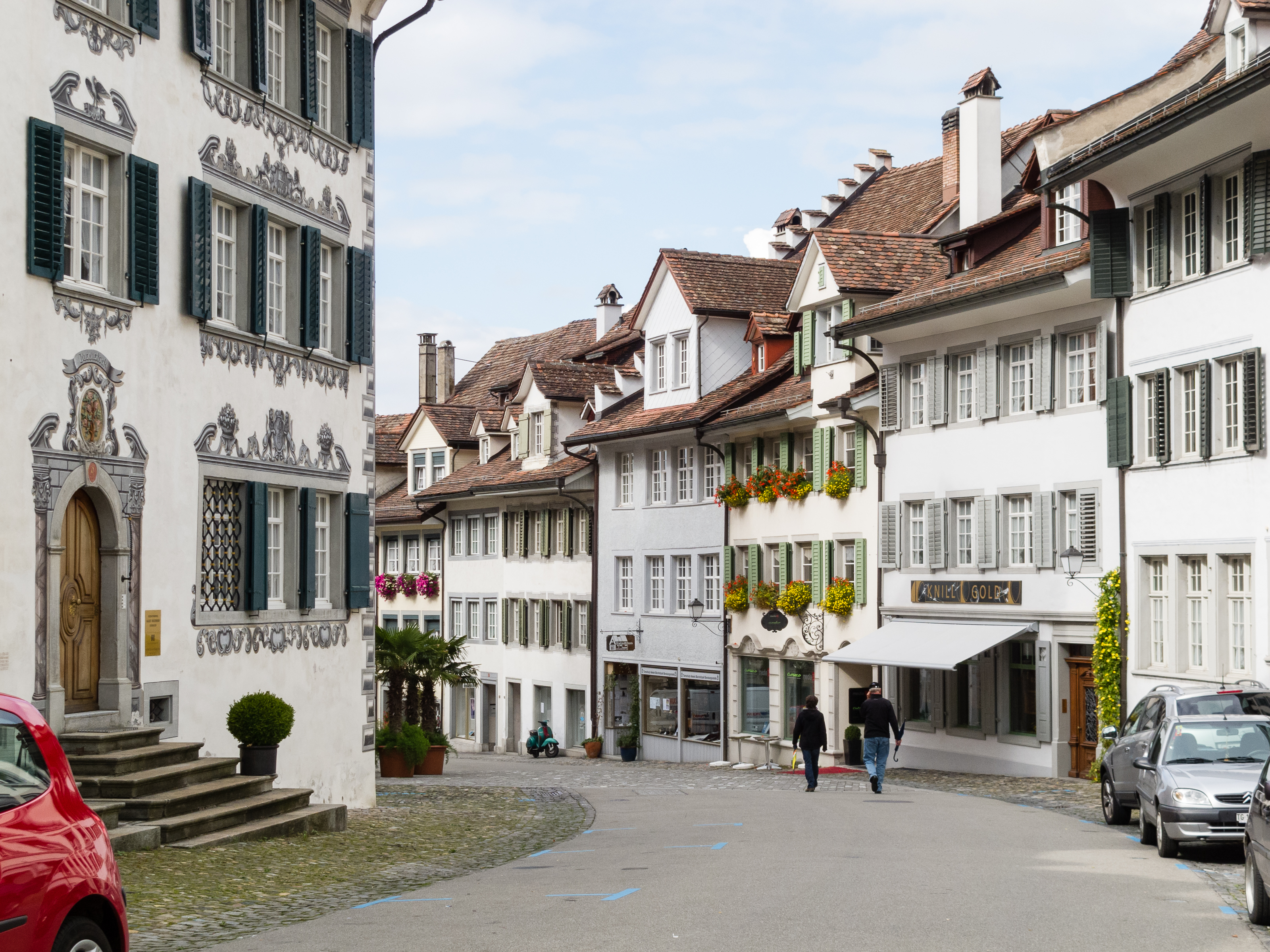
Marktgasse in Bischofszell
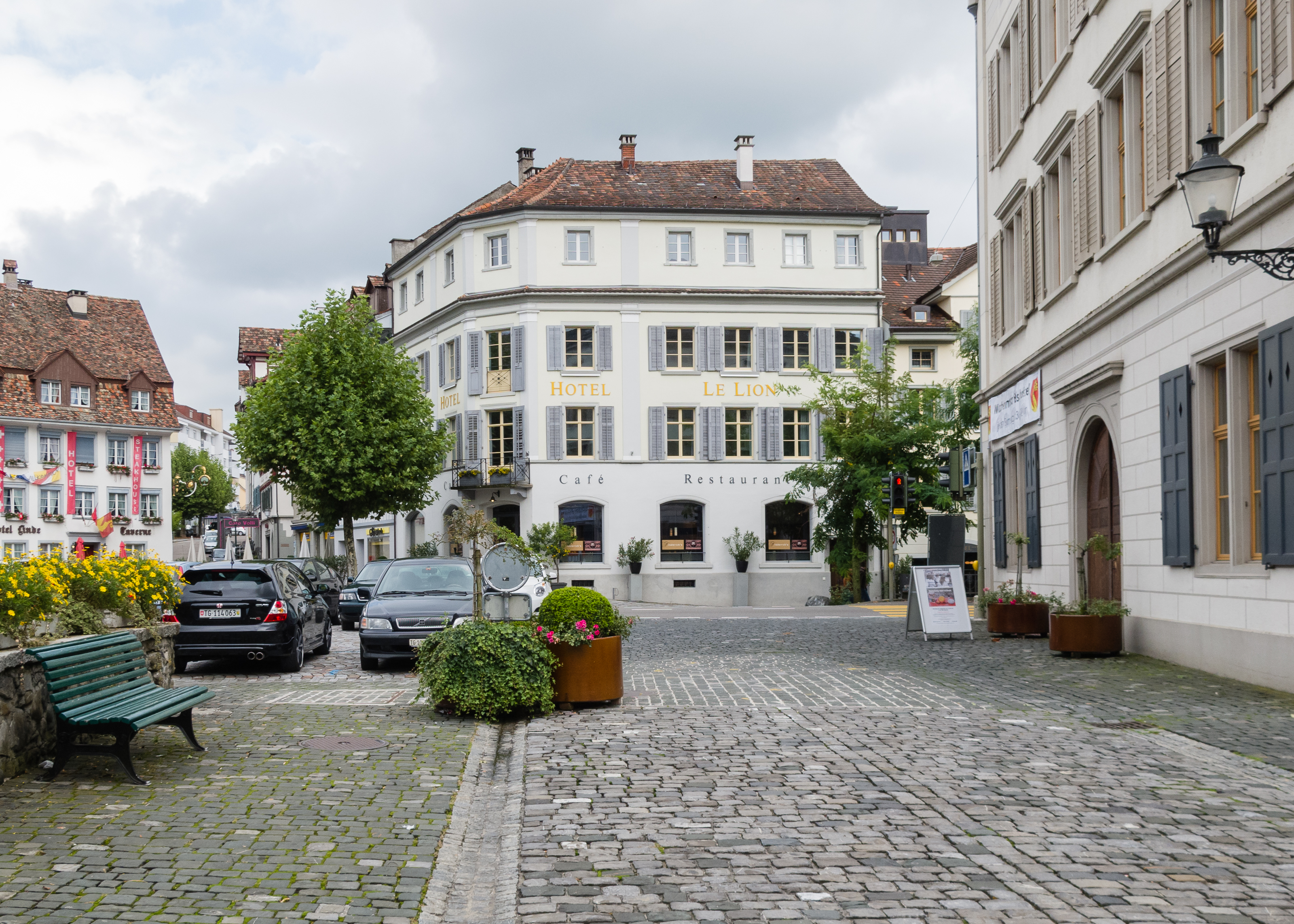
Bischofszell Grubplatz-Bahnhofstrasse (2010)
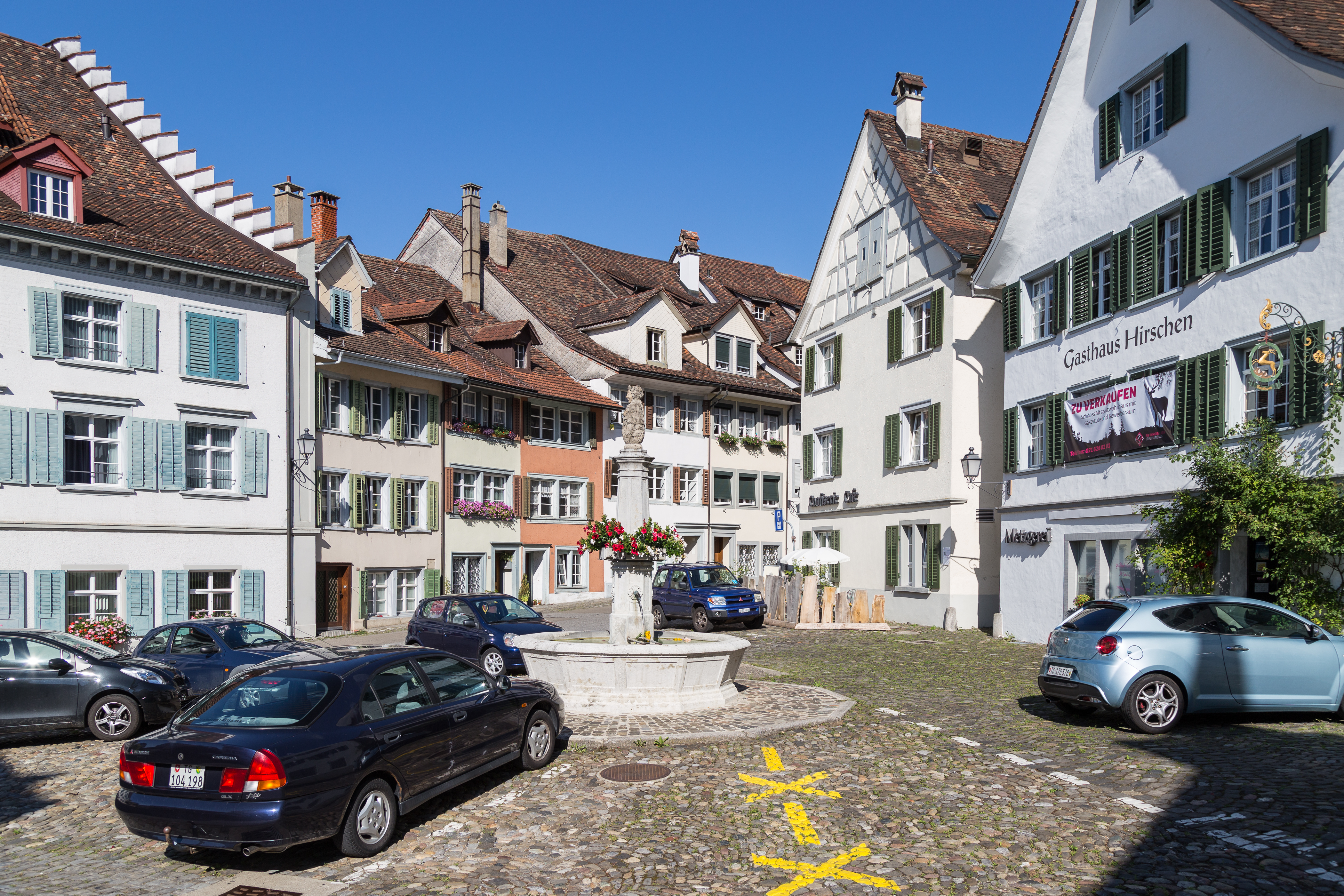
Hirschenplatz
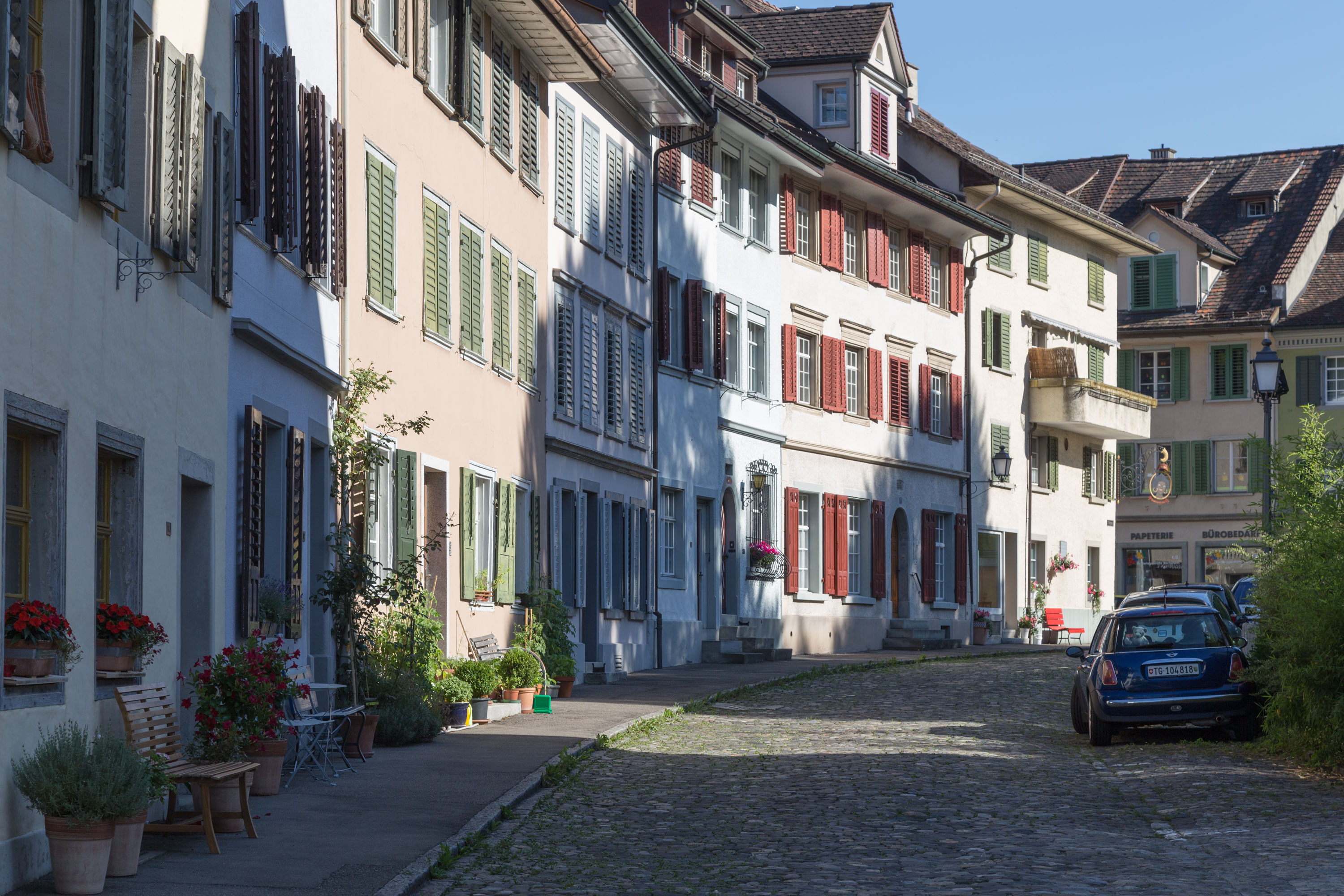
Tuchgasse in Bischofszell (2015)
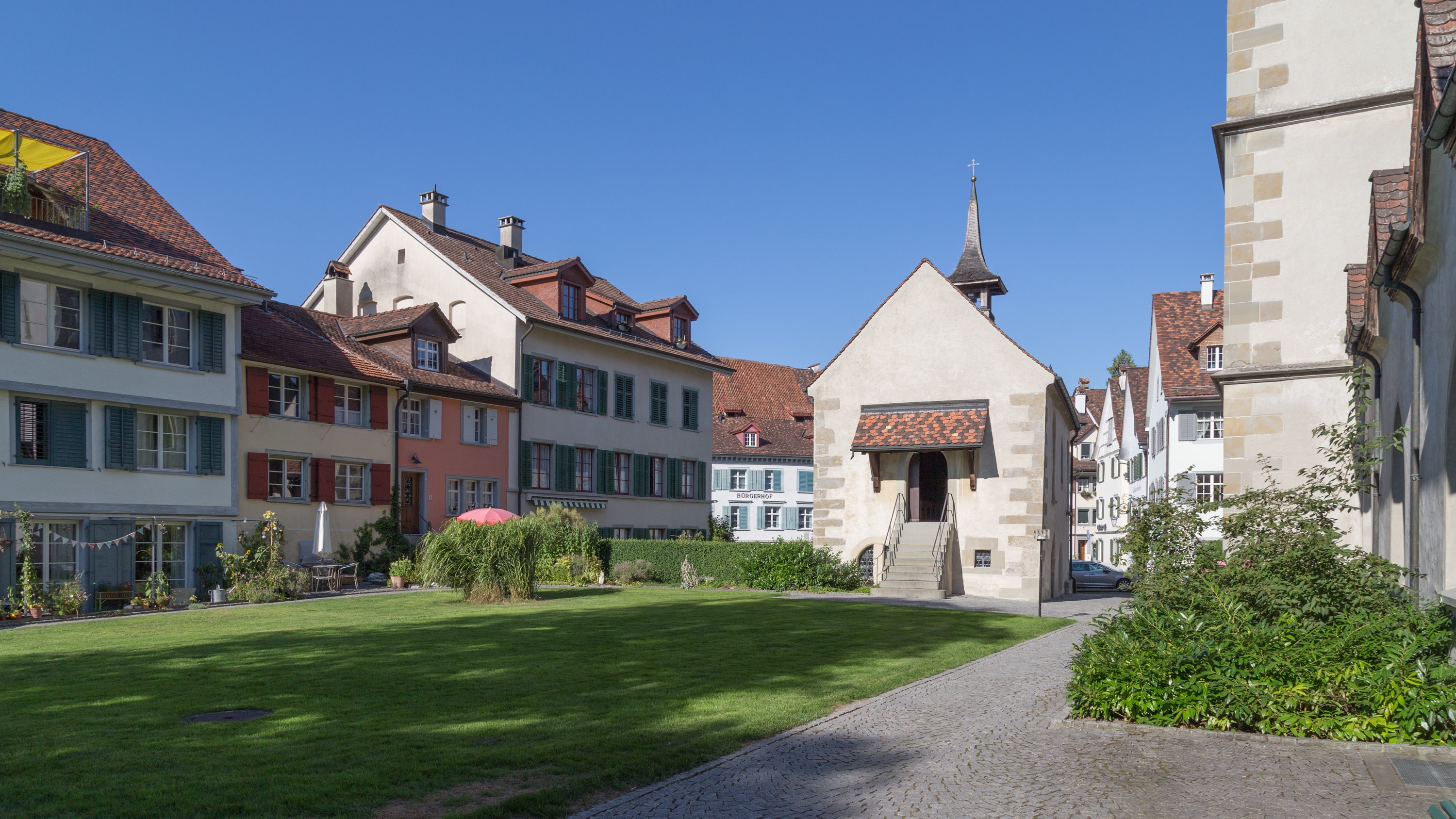
Michaelskapelle und Häuser der Schottengasse
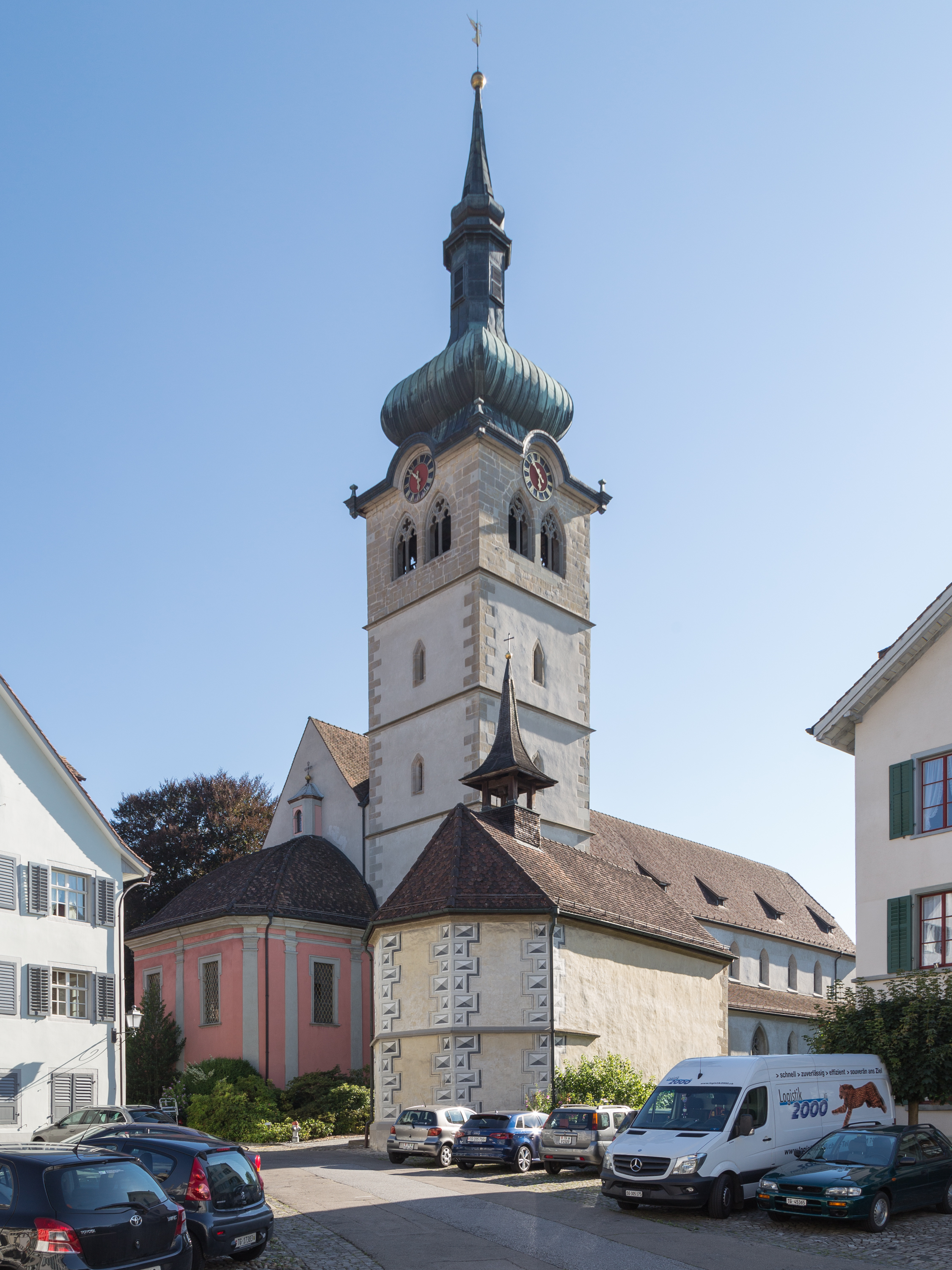
St. Pelagius mit Michaelskapelle

## Veranstaltungen
Die Rosenwoche findet seit 2002 als Fest einmal jährlich in Bischofszell statt, die Stadt bezeichnet sich deshalb als Rosenstadt. Es werden pro Jahr rund 60'000 Besucher gezählt. 2012 wurde der Rosengarten Känzeli neu eröffnet.
Die Tischmesse Bischofszell findet seit 2008 einmal jährlich im Herbst in der Bitzihalle statt. Aussteller aus nah und fern zeigen auf einem einzigen Tisch die Waren und Dienstleistungen. Die Tischmesse Bischofszell ist der Ersatz für die Bigwa, welche vorerst nicht mehr durchgeführt wird.

## Verkehr

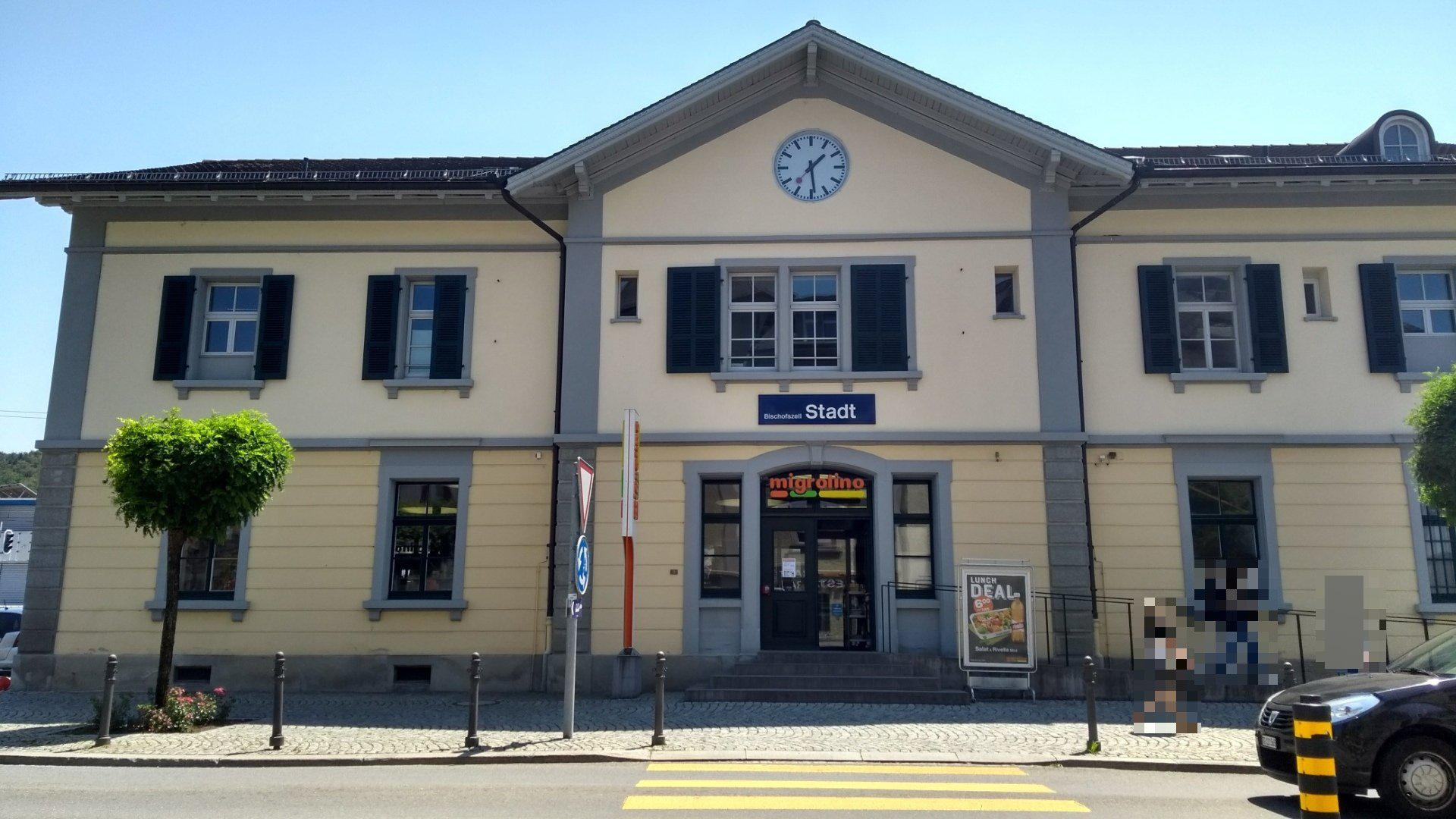
Bahnhof Bischofszell Stadt, Strassenseite (2018)

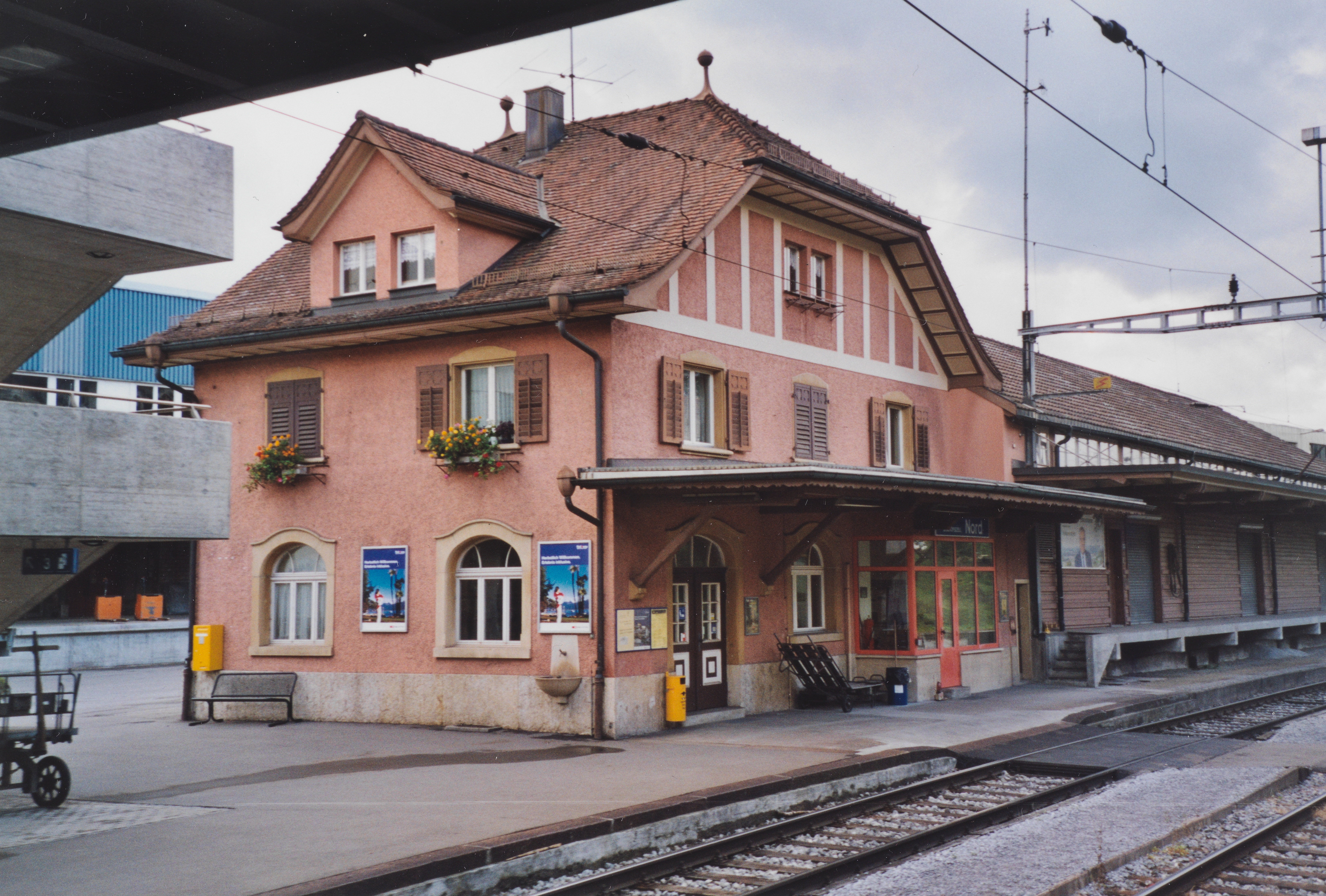
Bahnhof Bischofszell Nord, Gleisseite (2003)

Die Stadt hat mit Bischofszell Stadt und Bischofszell Nord zwei Bahnhöfe an der Bahnstrecke Sulgen–Gossau. Früher kreuzten die beiden Züge in Bischofszell, allerdings ist dies seit einer Fahrplanänderung 2018 nicht mehr der Fall. Eine Linie des Bus Oberthurgau verbindet Bischofszell mit Amriswil.
Die Steigstrasse (Bischofszell–Hauptwil) verzeichnet täglich um die 12'000 Fahrzeuge (Stand 2009).

## Persönlichkeiten
- Fridolin Sicher (1490–1546), Musiker
- Ambrosius Blarer (1492–1564), Reformator und Kirchenlieddichter, in Bischofszell 1529 zur Einführung der Reformation
- Johannes Zwick (1496–1542), Reformator und Kirchenlieddichter, evangelischer Pfarrer in Bischofszell 1542
- Ludwig Hätzer (um 1500–1529), Theologe, Täufer, Märtyrer der Täuferbewegung
- Theodor Bibliander (1509–1564), reformierter Theologe
- Familie Daller (ab 1525), reformierte Bürgerfamilie
- Melchior Goldast (1578–1635), Humanist
- Placidus Bridler (1613–1679), Benediktiner, Theologe und Kirchenrechtler
- Bartholomäus Anhorn der Jüngere (1616–1700), evangelisch-reformierter Pfarrer und Historiker, 1661–1678 in Bischofszell
- Jakob Christoph Scherb (1736–1811), Arzt und Politiker
- Eduard von Muralt (1808–1895), Bibliothekar und Theologe
- Heinrich Markus Kundert (1853–1924), Bankier
- Fridolin Suter (1863–1937), römisch-katholischer Geistlicher und Ehrenbürger von Bischofszell
- Oskar Beuttner (1866–1929), Gynäkologe
- Robert Eder (1885–1944), Pharmazeut, Apotheker und Hochschullehrer
- Carl Eder (1892–1965), Politiker, Nationalrat und thurgauischer Kantonsrat
- Jakob Büchi (1903–1986), Pharmazeut
- Albert Knoepfli (1909–2002), Denkmalpfleger
- Hans-Ulrich Blaser (* 1943), Chemiker, Technischer Direktor CTO
- Amir Abrashi (* 1990), Fussballspieler